# Xiang Jia
Xiàng Jiǎ (chinesisch 象甲) (* ? v. Chr.; † 1402 v. Chr.) herrschte als siebzehnter oder achtzehnter König der Shang-Dynastie über China. Er war der Sohn des Königs Qie Ding, der ältere Bruder des nachfolgenden Königs Pan Geng.

## Leben
In den Aufzeichnungen des Großen Historikers wurde er von Sima Qian als achtzehnter Shang-König aufgeführt, als Nachfolger seines väterlichen Cousins Nan Geng. Er wurde im Jahr des Renxu (chinesisch: 壬戌) inthronisiert. Während seiner Ära war die Hauptstadt in Yān (chinesisch 奄, in heutiger Provinz Shandong). Im dritten Jahr seiner Herrschaft schickte er Truppen gegen die Barbaren von Danshan (chinesisch: 丹山). Er regierte etwa 17 Jahre (obwohl andere Quellen 7 Jahre behaupten), bevor er starb. Er erhielt den posthumen Namen Yang Jia und wurde von seinem jüngeren Bruder Pan Geng abgelöst.
Die Shang-Dynastie zerfiel in seiner Ära noch einmal. Gleichzeitig fanden sich die Lehnsfürsten nicht mehr zu seiner Audienz ein. Er hat einen Feldzug gegen den westlichen Klan Shan Rong unternommen.  
Orakelknochen, die in Yinxu ausgegraben wurden, berichten alternativ, dass er der siebzehnte Shang-König war, dem der posthume Name Xiang Jia (chinesisch: 象甲) gegeben wurde.